# 地球物理研究通訊
地球物理研究通訊（或译地球物理学研究快报）是美國地球物理聯盟出版的期刊。該期刊出版以物理、化學、生物學等學科研究地球、太陽和太陽系的論文。地球物理研究通訊只刊登短篇研究快報，文章長度一般是 3 到 5 頁，主要集中在特定學科或廣泛應用在地球物理學界的論文。

## 摘要及索引之資料庫
本期刊可以在以下數據庫中進行摘要及索引的查閱：
- SPIN
- Computer & Control Abstracts
- Electrical & Electronics Abstracts
- Physics Abstracts. Science Abstracts. Series A
- Electronics and Communications Abstracts
- ISMEC Bulletin
- Pollution Abstracts
- Safety Science Abstracts Journal
- Life Sciences Collection
- Excerpta Medica
- Coal Abstracts
- International Aerospace Abstracts
- GeoRef
- 化学文摘社
- GEOBASE
- Energy Research Abstracts
- 斯高帕斯数据库(Scopus)
- PubMed
- 科学引文索引(SCIO)

根據"期刊引证报告"，該期刊於2015年的影响因子為4.212。，地球物理研究信。於1999年至2009年期間，地球物理研究通訊在氣候變遷方面也是第五大的被引用之出版物。

## 外部連結
- 官方网站